# Lễ đền ơn đáp nghĩa (người Ra Glai)
Lễ đền ơn đáp nghĩa Ra Glai tiếng Ra Glai Ea tixâu pilâu dhadha là một nghi lễ của người đồng bào dân tộc Ra Glai. Họ cho rằng công lao của cha mẹ như núi cao, nước trong mạch nguồn chảy ra. Và họ tâm niệm sẽ đền đáp xứng cha mẹ đáng ngay từ khi còn ở chung nhà, chung bếp cho đến khi có vợ, có chồng ra ở riêng.

## Quan niệm
Bất cứ người Raglai nào cũng đều cho rằng công lao của cha mẹ như núi cao, nước trong mạch nguồn chảy ra. Và họ tâm niệm sẽ đền đáp xứng đáng ngay từ khi còn ở chung nhà, chung bếp cho đến khi có vợ, có chồng ra ở riêng. Điều bất hạnh lớn nhất của con người là cha mẹ qua đời mà con cái chưa kịp làm lễ. Niềm ân hận này nhiều khi ray rứt người con suốt cả cuộc đời. Do đó, mỗi người Raglai khi trưởng thành, ngoài trách nhiệm chăm sóc, kính yêu cha mẹ thường ngày, nếu cảm thấy cha mẹ có dấu hiệu già yếu (sức khỏe kém, da mặt có nhiều nếp nhăn, tóc bạc, ăn không ngon, mất ngủ...) thì phải chuẩn bị lễ vật để tổ chức lễ đền ơn đáp nghĩa cha mẹ.

## Lễ vật
Gồm có thịt heo, thịt gà, gạo, nếp, rượu cần, một ít trầu cau, thuốc lá... Nhà khá giả thì chuẩn bị làm lễ lớn, giết trâu, bò... Hộ nghèo hơn thì tùy theo khả năng kinh tế của mình mà tổ chức. Vật chất không phải là tiêu chuẩn để đánh giá tấm lòng hiếu thảo của con đối với mẹ cha, cái chính là thái độ, là tấm lòng của người con đối với cha mẹ trong quá trình chăm sóc và nuôi dưỡng.

## Nghi thức
Khi cỗ bàn được bày ở giữa nhà, mẹ cha, đối tượng chính của buổi lễ, được mời ngồi vào vị trí trung tâm, nơi trên mâm cỗ đặt một đĩa thịt và lòng heo đủ món. Những người khác gồm: bà con, họ hàng, người trong buôn... đều tề tựu đông đủ chung quanh. Sau khi tiến hành lễ khấn vái các Yang, mời gọi tổ tiên, ông bà và những người đã khuất cùng về chứng kiến tấm lòng của con đối với cha mẹ, người con rót một chum rượu trắng thật đầy kính cẩn mời mẹ cha. Tiếp đó, người con tự tay bưng đĩa thịt, gắp từng miếng đút cho cha mẹ ăn để tỏ lòng hiếu thảo, trước sự chứng kiến của cộng đồng. Nếu đĩa thịt được ăn hết, thì đó là một niềm hạnh phúc rất lớn đối với gia đình người con. Hoặc có thể cha mẹ chỉ ăn vài miếng tượng trưng, như thế cũng đã đủ là điều vui sướng. Chủ nhà mời bà con, họ hàng cùng chia sẻ niềm vui. Họ vừa ăn uống, vừa trao đổi những lời chúc tụng tốt đẹp đối với gia đình và những người cao tuổi trong buôn. Lễ vật còn được dành ra một phần để mẹ cha đưa về cúng ông bà tại nhà mình và biếu cho một số người thân.

## Sinh hoạt văn nghệ
Phần sinh hoạt văn nghệ, vui chơi. Khi tiếng mã la nổi lên cùng dàn nhạc hòa theo, nam nữ thanh niên và cả những người lớn tuổi cùng nhau nhảy múa, ca hát. Cuộc vui kéo dài đến suốt đêm.